# Länsväg 239
De Zweedse weg 239 (Zweeds: Länsväg 239) is een provinciale weg in de provincie Värmlands län in Zweden en is circa 36 kilometer lang.

## Plaatsen langs de weg
- Torsby
- Ekshärad

Tot 2012 begon de weg aan de Noorse grens bij Lekvattnet, in dat jaar werd het gedeelte tot Torsby omgenummerd naar E16.

## Knooppunten
- E16/E45 bij Torsby (begin)
- Riksväg 62 bij Ekshärad (einde)